# Bitwa pod Głuszcem
Bitwa pod Głuszcem – część wielkiej bitwy nad Berezyną; walki polskiego 63 pułku piechoty z oddziałem Armii Czerwonej toczone w ramach polskiej kontrofensywy nad Berezyną w okresie wojny polsko-bolszewickiej pod wsią Głuszec.

## Przebieg działań

### Sytuacja ogólna
14 maja 1920 ruszyła sowiecka ofensywa wojsk Frontu Zachodniego Michaiła Tuchaczewskiego. 15 Armia Augusta Korka i Grupa Północna Jewgienija Siergiejewa uderzyły na pozycje oddziałów polskich 8 Dywizji Piechoty i 1 Dywizji Litewsko-Białoruskiej w ogólnym kierunku na Głębokie. Wykonująca uderzenie pomocnicze 16 Armia Nikołaja Sołłohuba zaatakowała oddziały 4 Armii gen. Stanisława Szeptyckiego i podjęła próbę sforsowania Berezyny pod Murawą i Żukowcem oraz pod Żarnówkami i Niehoniczami.
Wobec skomplikowanej sytuacji operacyjnej, 23 maja rozpoczął się ogólny odwrót wojsk polskich w kierunku zachodnim.
Naczelne Dowództwo Wojska Polskiego postanowiło rozstrzygnąć sytuację nad Berezyną w sposób zaczepny. Dowodzenie przejął naczelny wódz marsz. Józef Piłsudski.
Wojska gen. Szeptyckiego szykowały się do natarcia.
1 czerwca ruszyła polska kontrofensywa Armii Rezerwowej oraz 1. i 4 Armii skierowana przeciw wojskom sowieckiego Frontu Zachodniego.

### Działania pod Głuszcem
Pod koniec maja 63 pułk piechoty obsadził pozycje nad Dnieprem pod Rzeczycą. Polacy dokonywali częstych wypadów za rzekę.
W nocy 9 czerwca dwie grupy wypadowe pod dowództwem ppor. Leonarda Simona i ppor. Władysława Langego (92 żołnierzy z 11 i 12 kompanii) przeprawiły się przez Dniepr na kierunku 9 kompanii i maszerowały na Głuszec.
Obchodząc wioskę od północy, Polacy napotkali odpoczywającą sowiecką kolumnę amunicyjną. Nieprzyjaciel, zaskoczony we śnie, bronił się mimo to zacięcie, ale kolumnę w bardzo krótkim czasie zniszczono. Maszerując dalej, uderzono na Głuszec. Tu Sowieci zdążyli już zorganizować obronę. Walki trwały kilka godzin i zakończyły się sukcesem Polaków.

## Bilans walk
W wypadzie na Głuszec zniszczono kolumnę amunicyjną, rozbito oddział broniący wsi i wzięto do niewoli 77 jeńców w tym jednego oficera. Sukces okupiono stratą 2 poległych i 5 rannych. W boju wyróżnił się szer. Józef Wierzchowski, który będąc ranny walczył dalej, porywając za sobą drugich i dając im przykład męstwa.